# Hospital Universitario Doctor José Molina Orosa
El Hospital Universitario Doctor José Molina Orosa es un centro hospitalario ubicado en la ciudad de Arrecife, capital de la isla de Lanzarote (Canarias, España). Gestionado por el Servicio Canario de la Salud, es el hospital general del área de salud que conforman las islas de Lanzarote y La Graciosa.
Se encuentra situado en el barrio de Argana, junto a la carretera LZ-20 Arrecife-Tinajo. Atiende a la población de los 7 municipios que conforman Lanzarote. Su Hospital de Referencia es el Hospital Universitario Doctor Negrín de Las Palmas de Gran Canaria.
Su nombre hace referencia al médico español, natural de Arrecife, José Molina Orosa.

## Historia

### Hospital del Espíritu Santo[1]
La isla de Lanzarote, por su pobreza, careció desde los primeros años de su conquista de un hospital en que se curasen enfermos indigentes y otros desamparados.
Don Gaspar Rodríguez Carrasco, vecino de la isla de Lanzarote, poseedor de cuantiosos bienes inmuebles y sin herederos, intenta en 1698 establecer un hospital.
No sería hasta 1774, tras la llegada de unos religiosos de la Orden de Santo Domingo a principios de siglo, que se funda el primer hospital de Lanzarote, concretamente en la Villa de Teguise, llamado Hospital del Espíritu Santo, con un presupuesto inicial de 200 pesos.
Este hospital inicialmente contaba con enfermera, médico, mayordomo, capellán y medicamentos propios y otros que se traían desde la isla de Tenerife, como vomitivo y mercurio. Llegó a contar con 6 camas para enfermos repartidas en 3 habitaciones.
En 1780 se agregó al hospital la Casa Cuna de Niños Expósitos. El hospital se sostenía económicamente gracias a la explotación de fincas cercanas, además de donaciones. Tras las Leyes de Desamortización, el hospital se quedó sin recursos económicos, fue abandonado y declarado en ruina.

### Hospital de Nuestra Señora de los Dolores
A principios del siglo siglo XIX, la isla contaba con un médico y nueve barberos sangradores. En la actual Isla del Francés, en Arrecife, se habilita un lazareto pero desaparece a mitad de siglo.
En 1857, Lanzarote contaba con un único hospital, privado, fundado por la Sociedad del Liceo del Puerto del Arrecife y llamado hospital de San Rafael, ubicado en una casa particular. Este hospital no llegó a consolidarse, y el diputado Elias Martinón será quien solicite la creación de un hospital civil en Arrecife (en la Diputación Provincial el día 19 de marzo de 1869).
No es hasta 1887 que la Diputación Provincial por fin aprueba, a iniciativa del diputado José Pineda Morales, su creación con la categoría de "hijuela" y con la condición de instalar en el mismo local una casa de expósitos. La Diputación contó con 4.500 pesetas de su presupuesto y 1.000 pesetas más para la casa de expósitos. El hospital se denominó Hospital de Nuestra Señora de los Dolores. 
En 1902, las Siervas de María se hacen cargo del hospital, así como la enseñanza de los niños expósitos. En 1913 las Siervas de María se marchan de la isla y son sustituidas en 1915 por la Congregación de Amantes de Jesús e Hijas de María Inmaculada.
En 1916 fue nombrado director del hospital el médico lanzaroteño José Molina Orosa, sustituyendo al director de entonces, Francisco Hernández Arata, puesto en el que se mantendría durante 50 años hasta el cierre definitivo del hospital. En 1915 la población de Lanzarote sería azotada por una epidemia de viruela, y a partir de 1918 por la pandemia de gripe española.
En 1933 se crea el Servicio de Puericultura y posteriormente del Centro de Higiene, mejorando las condiciones sanitarias de la isla. En 1944 tiene lugar la inauguración de un consultorio-dispensario de la Caja Nacional y del sanatorio antituberculoso.

### Hospital Insular y la Residencia Nuestra Señora de los Volcanes
El 28 de octubre de 1950 es inaugurado el Hospital Insular, durante una visita a la isla de Francisco Franco.  El primer proyecto del edificio data de 1944. En sus primeros años de actividad, contaba con dos salas de diez camas y una terraza para los enfermos de tuberculosis.
Posteriormente, el Hospital Insular fue reacondicionado como hospital geriátrico. En diciembre de 2024, el Gobierno de Canarias anunció el cierre del hospital debido a la obsolencia y mal estado del edificio.
A mediados de los sesenta la Casa del Mar Nuestra Señora del Carmen, situada en Valterra (Arrecife) y perteneciente al Instituto Social de la Marina, se acondiciona como hospital y hospedería para los marinos. También se ubican en ella las oficinas del Instituto Social de la Marina. Este hospital contaba con 20 camas y un quirófano. No poseía servicio de urgencias y tanto el servicio de radiología como el servicio de traslado de enfermos carecía de medios.
En 1974 es ampliado con una nueva planta, otro quirófano y se crea el servicio de urgencias, pasando a pertenecer al INSALUD y denominándose Residencia Nuestra Señora de los Volcanes. Los pacientes que requerían de más recursos, eran trasladados a Las Palmas de Gran Canaria.

### Hospital General de Lanzarote
El crecimiento demográfico y la necesidad de ampliar los servicios sanitarios, impulsan la creación de un nuevo y moderno hospital en Lanzarote. 
Las obras de construcción fueron completadas a finales de 1988, con un coste de  1.200.000.000 de pesetas. 
Fue inaugurado en el año 1989 como Hospital General de Lanzarote, sustituyendo a la Residencia Sanitaria Nuestra Señora de los Volcanes situada en la Casa del Mar de Arrecife.  El nombre de este hospital homenajea a José Molina Orosa, pionero del ejercicio de la medicina en la isla y conocido popularmente como el médico de Lanzarote. En 2021 recibe la consideración de hospital universitario.

## Cobertura asistencial
El hospital proporciona cobertura sanitaria a los habitantes de las islas de Lanzarote y La Graciosa, que incluyen una población aproximada de 159.000 habitantes, repartidos en 7 municipios.

### Atención Primaria
Es el hospital asignado para 7 centros de salud y 8 consultorios de Atención Primaria, entre los que se incluyen:
- Centro de Salud de Titerroy

1. Consultorio de Playa Honda

- Centro de Salud de Valterra
- Centro de Salud de San Bartolomé

1. Consultorio de Tinajo

- Centro de Salud de Tías

1. Consultorio de Puerto del Carmen

- Centro de Salud de Yaiza

1. Consultorio de Playa Blanca

- Centro de Salud de Teguise

1. Consultorio de Tahiche
2. Consultorio de Costa Teguise
3. Consultorio de La Graciosa

- Centro de Salud de Haría

1. Consultorio de Mala

## Personal
En 2021, en el hospital trabajaban alrededor de 1240 profesionales. Cuenta con:
- facultativos 235
- enfermería 641
- otro personal 355

## Instalaciones y recursos
Inicialmente construido con un edificio de dos plantas constituido por tres cuerpos horizontales y otros tantos verticales, conformados en su interior por cuatro paisajes ajardinados. Ha sido ampliado en varias ocasiones a lo largo de su historia, y actualmente se extiende en una superficie de 47.557 metros cuadrados.
En 2021, el hospital contaba con:
- camas instaladas 296
- quirófanos 9
- puestos de hospital de día 19
- ecógrafos 15
- consultas externas 63
- paritorios 5
- mamógrafos 1
- tomógrafos computarizados 2
- resonancias magnéticas 1

### Accesos y transporte
Se puede llegar al hospital con líneas de autobús, como las líneas 15 y 16.
Al hospital se puede acceder por la carretera  LZ-20 . 